# Haemaphysalis petrogalis
Haemaphysalis petrogalis este o specie de căpușe din genul Haemaphysalis, familia Ixodidae, descrisă de Roberts în anul 1970. Conform Catalogue of Life specia Haemaphysalis petrogalis nu are subspecii cunoscute.